# Catacomben van Sousse
De catacomben van Sousse zijn christelijke catacomben in de Tunesische stad Sousse, die dateren uit de eerste eeuw na Christus. Ze werden tot in de vierde eeuw gebruikt als clandestiene begraaf- en ontmoetingsplaats voor christenen. Het vijf kilometer lange gangenstelsel bevat zo'n vijftienduizend graven.
Een deel van de artefacten uit de catacomben is ondergebracht in het Archeologisch Museum van Sousse.